# Montgomery (Virginia Occidentale)
Montgomery è un comune degli Stati Uniti d'America, tra le contee di Fayette e Kanawha nello Stato della Virginia Occidentale.